# Аннопільський
Аннопільський — колишній хутір у Потіївській волості Радомисльського повіту Київської губернії та Аннопільській сільській раді Потіївського району Малинської, Коростенської і Волинської округ.

## Історія
Входив до складу Потіївської волості Радомишльського повіту Київської губернії. У 1923 році хутір включено до складу новоствореної Аннопільської сільської ради. За іншими даними, хутір увійшов до складу Аннопільської сільської ради Потіївського району Малинської округи 10 вересня 1924 року.
Знятий з обліку населених пунктів до 1 жовтня 1941 року.